# Nikolai Iwanowitsch Sieber

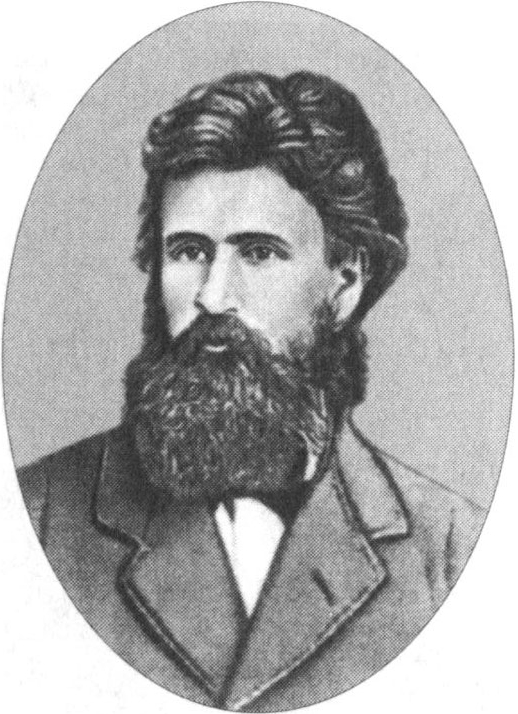
Nikolai Iwanowitsch Sieber

Nikolai Iwanowitsch Sieber (russisch Николай Иванович Зибер; * 10. Märzjul. / 22. März 1844greg. in Sudak; † 28. Apriljul. / 10. Mai 1888greg. in Jalta) war ein russischer Wirtschaftswissenschaftler, Hochschullehrer und Publizist.

## Leben
Sieber, Sohn eines Schweizers und einer Kleinrussin (früher übliche Bezeichnung für Ukrainer), besuchte das Simferopoler Gymnasium und studierte dann an der Juristischen Fakultät der Universität Kiew (Kaiserliche Kiewer Universität des Heiligen Wladimir). Nach dem Studienabschluss arbeitete er im Gouvernement Wolhynien als Beamter, der die Konflikte zwischen Grundbesitzern und Bauern zu regeln hatte. Mit seiner Arbeit Theorie des Werts und Kapitals von David Ricardo im Hinblick auf spätere Klärungen wurde er 1871 Magister der Politischen Ökonomie und zur Weiterbildung ins Ausland geschickt. 1873 berief ihn die Universität Kiew als Dozenten am Lehrstuhl für Politische Ökonomie und Statistik.
Als 1875 M. P. Dragomanow entlassen wurde, gab Sieber seine Dozentur auf und ging in die Schweiz. In Genf war er Herausgeber von Dragomans Zeitschrift Gromada. Er ließ sich dann in London nieder, wo er 1881 Karl Marx und Friedrich Engels persönlich kennenlernte. Sieber arbeitete weiter wissenschaftlich und veröffentlichte seine Aufsätze in russischen Zeitschriften und insbesondere in den Russkije wedomosti. Zu nennen sind insbesondere  Die ökonomische Theorie von Karl Marx in mehreren Teilen, Die Geschichte der Schweizer Allmende, Schicksale des Allgemeinbesitzes in der Schweiz, Über die Wirkung des Fortschritts auf die Armut, Die Verteilung des Grundeigentums in Deutschland und Allgemeinwirtschaft und Recht. Sieber zeigte, dass Ricardos Werttheorie direkt zu Karl Marx führte. Er machte als erster Marx in der russischen Literatur bekannt und verteidigte energisch die zentralen Inhalte des Kapitals gegenüber den russischen Kritikern W. I. Guerrier, B. N. Tschitscherin und J. G. Schukowski. Seine Marx-Interpretation unterschied sich deutlich von der der Narodniki W. P. Woronzow und N. F. Danielson und bildete die Grundlage für den Marxismus von G. W. Plechanow und W. I. Lenin.
Bei seinen Untersuchungen benutzte Sieber die Arbeiten des deutschen Juristen A. H. Post zur vergleichenden Rechtsgeschichte.
Nikolai Iwanowitsch Sieber war mit der Ärztin Nadeschda Olimpijewna Siber-Schumowa verheiratet.